# Plea bargaining
Il plea bargaining è un istituto giuridico del diritto processuale negli Stati Uniti d'America che comporta la rinuncia da parte dell’imputato a contestare l’accusa in cambio di uno sconto sulla pena.

## Descrizione
Presupposto del plea bargaining è la dichiarazione di colpevolezza (guilty plea). In sede di pretrial (predibattimentale), dopo che il prosecutor ha formalizzato l'imputazione, si svolge un'udienza (arraignment) nella quale vengono indicati all'accusato i capi d'accusa, dopodiché il giudice chiede a questi se intende dichiararsi colpevole (to plead guilty) o non colpevole (to plead not guilty). Quando l'imputato si dichiara colpevole, il giudice irroga la pena o rinvia la determinazione ad un'ulteriore udienza (sentencing), e non viene affrontato il dibattimento. La guilty plea è molto spesso il risultato di un accordo con l'accusa, e tale meccanismo costituisce proprio il plea bargaining. Non vi è limite alla possibilità di negoziare la pena, ed anche i reati puniti con la pena capitale possono essere oggetto di accordo.
In sede di arraignment il giudice, preso atto dell'accordo sottoscritto dalle parti, e dopo essersi accertato che la volontà dell'accusato di dichiararsi colpevole sia effettiva e non frutto di coercizione, inganno o pressioni indebite, e che questi sia consapevole della scelta effettuata, emana la sentenza sulla base della pattuizione, a meno che ritenga la pena stabilita irragionevole, non congrua e contraria all'ordine pubblico (raramente il giudice però rigetta la richiesta delle parti).

## Tipologie
Il plea bargaining si presenta in varie forme. La prima viene definita sentence bargaining e consiste nell'accordarsi su un quantum di pena minore di quello che potrebbe essere inflitto dopo un processo (per esempio, un imputato di omicidio di primo grado si dichiara colpevole in cambio di una pena a quaranta anni, contro una richiesta di pena di morte in un eventuale processo). La seconda forma è definita charge bargaining e consiste nel confessare un reato minore di quello effettivamente commesso (per esempio, omicidio di secondo grado in luogo di omicidio di primo grado). Una terza forma consiste in un misto tra sentence e charge bargaining. Infine, vi è la possibilità che all'imputato sia concessa l'immunità da eventuali azioni penali in cambio della testimonianza contro il complice del reato (tale tipo di accordo, che non viene esplicitato in udienze formali, ma solo sottoscritto dalle parti, è definito crown witness, ossia testimone della corona).

## Dati statistici
Il procedimento in questione rappresenta un pilastro fondamentale della giustizia nordamericana, in quanto si stima che circa il 90% delle controversie penali non venga discusso in dibattimento, ma si concluda con un accordo tra il procuratore (organo dell'accusa) e l'accusato. 
Ad esempio presso il tribunale di New York, su un campione di 724 casi è proprio l'avvocato della difesa il primo a suggerire all'imputato di dichiararsi colpevole, in ben 407 casi.